# Кёр-де-Шевр
Кёр-де-Шевр (фр. Сoeur de Chèvre) — мягкий французский сыр из козьего молока.

## Изготовление
Кёр-де-Шевр производят в регионе Пуату — Шаранта с января по сентябрь из сырого козьего молока, которое дают козы местной породы. Сыр созревает от 8 дней до 5 недель.

## Описание
В переводе на русский язык Кёр-де-Шевр обозначает «козье сердце». Название сыр получил благодаря своей форме в виде сердца. Головка сыра весит около 150 г и завёрнута в лист каштана или платана. От срока созревания зависит цвет мякоти — молодой сыр имеет нежно-белый цвет, а созревший — синеватый. Мякоть имеет небольшие вкрапления плесени.
Кёр-де-Шевр имеет нежный вкус с лёгкой кислинкой. К сыру подают местные яблоки сорта La Reine des Reinettes, лучше всего он сочетается с лёгкими белыми винами или красными из Пуату.